# Биология (пісня)
«Биология» (укр. «Біологія») — одинадцятий сингл українського гурту «ВІА Гра», з альбому «Биология». Варто зауважити, що для кліпу пісня була переписана з голосом Світлани Лободи, в той час як на альбомі «Биология» пісня представлена в оригінальній запису з Анною Сєдоковою.

## Відеокліп
Одинадцятий кліп гурту «ВІА Гра».
Найвідвертіший кліп гурту. У кліпі є все — вода, сексуальність, відверті наряди, еротика. Кажуть, що існує дві версії цього кліпу, з двома різними складами, але це тільки чутки.
Режисер кліпу Семен Горов.

## Офіційні версії пісні
- Биология (Альбомна Версія)
- Биология (Club Mix)
- Биология (Jungle Mix)

## Учасники запису
Альбомна версія 2003 року. Початкові учасники запису:
- Надія Грановська
- Анна Сєдокова
- Віра Брежнєва

Як сингл пісня була пущена в ротацію у 2004 році. Перезаписана:
- Надія Грановська
- Віра Брежнєва
- Світлана Лобода